# Antisarkolemmaler Antikörper
Antisarkolemmale Antikörper (ASA) werden im Rahmen von Herzmuskelentzündungen gebildet. Die Antikörper binden sowohl an die für die Herzmuskelentzündung verantwortlichen Viren als auch kreuzreaktiv gegen das Sarkolemm der Herzmuskelzellen. Sie werden wie auch antimyolemmale Antikörper als diagnostischer Marker zum Nachweis von Herzmuskelentzündungen verwendet.